# Core Design
Core Design Limited (conocido como Rebellion (Derby) Ltd entre 2006 y 2010) fue un desarrollador de videojuegos británico con sede en Derby. Fundada en mayo de 1988 por antiguos empleados de Gremlin Graphics, originalmente llevaba el nombre de Megabrite hasta que cambió su nombre a Core Design en octubre del mismo año. La compañía fue adquirida por la compañía paraguas CentreGold en diciembre de 1994, que a su vez fue adquirida por Eidos Interactive en abril de 1996. En mayo de 2006, el personal y los activos de Core Design fueron adquiridos por Rebellion Developments, y la compañía se convirtió en Rebellion Derby, que luego se cerró en marzo de 2010.

## Historia
Con sede en la ciudad de Derby, Inglaterra, Core Design fue fundada en 1988 por Chris Shrigley, Andy Green, Rob Toone, Terry Lloyd, Simon Phipps, Dave Pridmore, Jeremy Heath-Smith, Kevin Norburn y Greg Holmes. La mayoría eran antiguos empleados de Gremlin Graphics. El estudio formaba parte de la empresa de distribución CentreGold cuando fue adquirido por Eidos Interactive en 1996. Heath-Smith consideró la adquisición como un alivio, comentando: "La financiación del desarrollo es tan cara que dudo que pudiéramos haber seguido financiándonos como una empresa independiente". Posteriormente, Eidos vendió la mayor parte de CentreGold, pero retuvo U.S. Gold, los propietarios de Core Design.
La compañía es ampliamente conocida por la serie Tomb Raider. El primer juego fue creado por Toby Gard y Paul Douglas, lanzado en 1996, y seguido por varias secuelas. El éxito del primer Tomb Raider se ha atribuido a hacer de Eidos Interactive una fuerza importante en la industria, y ha convertido la pérdida antes de impuestos de 2,6 millones de dólares de Eidos en 1996 en una ganancia de 14,5 millones de dólares. En septiembre de 1997, el brazo estadounidense de Sony Computer Entertainment, SCEA, firmó un acuerdo con Eidos para hacer que la secuela fuera exclusiva de la consola PlayStation. El acuerdo se amplió para incluir a Tomb Raider III. A lo siguieron el cuarto y quinto juego de la franquicia, Tomb Raider: The Last Revelation y Tomb Raider: Chronicles, respectivamente.
Después del fracaso crítico de Tomb Raider: The Angel of Darkness en 2003, la compañía matriz Eidos puso a Crystal Dynamics, otro estudio propiedad de Eidos, a cargo del desarrollo de la franquicia Tomb Raider. Esto llevó a los miembros del equipo de gestión de Core Design, incluido Heath-Smith, y al personal de desarrollo a abandonar la empresa y establecer una nueva empresa, Circle Studio.
En mayo de 2006, Eidos anunció que el desarrollador independiente Rebellion Developments había adquirido los activos y el personal de Core Design, mientras que la marca Core y la propiedad intelectual, incluido Tomb Raider, permanecieron en posesión de Eidos.
En junio de 2006, se confirmó que Crystal Dynamics tenía una edición de aniversario de PSP del Tomb Raider original en desarrollo. Los restos del equipo de diseño central (bajo la bandera de Rebellion) pasaron a trabajar en varios títulos en los últimos años, incluyendo Shellshock 2: Blood Trails y Rogue Warrior. A partir de enero de 2010, debido a la expiración de un contrato de arrendamiento en las oficinas de Rebellion Derby, Rebellion Developments comenzó a buscar oportunidades de reestructuración para el estudio. Como no se encontró otra posibilidad que el cierre, Rebellion Derby se cerró a partir del 17 de marzo de 2010.

## Videojuegos
- Banshee
- Battlecorps
- BC Racers
- Bubba 'N' Stix
- CarVup
- Chuck Rock
- Corporation (video game)
- Curse of Enchantia
- Fighting Force
- Heimdall
- Hook
- Herdy Gerdy
- Jaguar XJ-220
- Project Eden
- Rick Dangerous
- Saint and Greavsie
- Soulstar
- Shellshock
- Skeleton Krew
- Thunderhawk AH-73M
- Tomb Raider
- Universe
- War Zone
- Wolfchild
- Wonder Dog